# Рафіков Рушан Русланович
Рушан Русланович Рафіков (рос. Рушан Русланович Рафиков; 15 травня 1995, м. Саратов, Росія) — російський хокеїст, захисник. Виступає за ХК «Рязань» у Вищій хокейній лізі.
Вихованець хокейної школи «Кристал» (Саратов). Виступав за «Локо» (Ярославль), ХК «Рязань».
У складі молодіжної збірної Росії учасник чемпіонату світу 2015. У складі юніорської збірної Росії учасник чемпіонату світу 2013.
Досягнення
- Срібний призер молодіжного чемпіонату світу (2015)